# 诺韦拉·斯基耶萨罗
诺韦拉·斯基耶萨罗（義大利語：Novella Schiesaro，1973年7月25日—），意大利前女子篮球运动员。她曾代表意大利国家队参加1996年夏季奥林匹克运动会篮球比赛，结果获得第八名。

## 外部連結
- 诺韦拉·斯基耶萨罗在国际奥林匹克委员会的资料